# Mischocyttarus schadei
Mischocyttarus schadei är en getingart som beskrevs av Zikan 1949. Mischocyttarus schadei ingår i släktet Mischocyttarus och familjen getingar. Inga underarter finns listade i Catalogue of Life.